# Porterandia puffii
Porterandia puffii är en måreväxtart som beskrevs av Zahid. Porterandia puffii ingår i släktet Porterandia och familjen måreväxter. Inga underarter finns listade i Catalogue of Life.